# (278) Paulina
(278) Paulina és un asteroide pertanyent al cinturó d'asteroides descobert el 16 de maig de 1888 per Johann Palisa des de l'observatori de Viena, Àustria.
Es desconeix la raó del nom.